# メイン州の歴史
メイン州の歴史（メインしゅうのれきし、英: History of Maine）では、数千年にわたる初期の先住民からヨーロッパによる植民地化と入植を経て、現在のアメリカ合衆国の一州であるメイン州としての歴史を扱う。
メインという名前の起源は議論の対象となっている。多くの歴史家はフランスのメーヌ州(Maine) の名前が英語読みでメインになったと信じている。その他に、海岸沿いの島に住むことになったイギリス人入植者が本土（メインランド）に行くことを「メインに行く」と表現したことから付いた名前だというものがある。

## インディアンの時代
メイン初期の文化は、「レッド・ペイント人」と言われるインディアンたちが支えた。およそ紀元前3000年から1000年の間のことである。レッド・ペイント人は海洋民族で、埋葬の際に念入りな赤い彩色を施したと言われる。その後のメインでは土器を使うサスケハナ文化が続いた。
白人の上陸以前は、アルゴンキン語族インディアンのアベナキ族、パサマクォディ族およびペノブスコット族などが構成する「ワバナキ連邦」の領土だった。また、ミクマク族やマリシート族も先住した。

## 白人による植民地化と占領
メインにおける白人による入植は、1604年、著名な探検家サミュエル・ド・シャンプランを含むフランス隊によるものだった。フランス人はメインを含む地域をアカディアと呼んだ。後にイギリス人入植者がアカディアを北方に押し上げ、今日のカナダのマリタイム（ニューブランズウィック州、ノバスコシア州およびプリンスエドワードアイランド州の総称）を指すことになった。
プリマス会社の後援を得たイギリス人入植者が最初に入植を試みたのは1607年だったが、失敗した。メリマック川とケネベック川の間の土地は当初、1622年にフェルディナンド・ゲルゲスとジョン・メイソンに特許されたメイン植民地として知られていた。この二人が1629年に土地をピスカタクァ川で二つに分けて、南はメイソンがニューハンプシャー植民地を、北はゲルゲスがニューサマセットシャー植民地を造った。北側の植民地が今日のメイン州に相当する。しかし、ニューサマセットシャー植民地への植民は失敗し、イングランド王チャールズ1世によってゲルゲスに2回目の特許が下った。この特許は再度メイン植民地を対象としていたが、ゲルゲスの2回目の試みも不成功に終わった。
現在のメイン州でケネベック川の北部と東部にはほとんど入植者が入らず、17世紀にサガダホック領土と呼ばれていた。1669年、この土地にはメイン植民地と共に、新たな特許が発行された。この時はチャールズ2世がヨーク公ジェームズ（後のジェームズ2世）に特許を与えた。この特許では、セントローレンス川から大西洋までの広大な範囲を含んでおり、コーンウォール郡とされた。コーンウォール郡は広大に拡がったニューヨーク植民地の一部でもあった。サガダホック領土を組み込んだメインはピスカタクァ川からセントクロア川までの海岸線を含んでおり、今日のメイン州の全海岸を取り込んでいた。
1673年、この領土の一部がデボンシャーを造るために分離された。残りの地域は1675年の戦争でアベナキ族に占領された。メインの中でも大きな入植地であったポートランドの町（当時はファルマスと呼ばれていた）はワンパノアグ族によって破壊し尽くされた。1683年、コーンウォール郡は再度ニューヨーク植民地の一部とされ、ニューヨーク植民地自体は1687年にニューイングランド王領として占領された。1692年、ピスカタクァ川からセントクロア川までのメイン植民地の全部がマサチューセッツ湾植民地に吸収され、ヨークシャーという名前になった。この名前は現在のヨーク郡となって残っている。
17世紀から18世紀初期にかけて、メインではフランスとイギリスの間の抗争が続いた。フレンチ・インディアン戦争の時にフランス領アカディアをイギリスが破り、ペノブスコット川から東がノバスコシア植民地の管轄に入り、現在のブランズウィックはサンベリーのノバスコシア郡となった。政庁はカンポベロ島に置かれた。

## 独立と境界紛争
アメリカ独立戦争と米英戦争の時は、メインがアメリカ軍とイギリス軍の衝突の場となった。アメリカ独立を認めた1783年のパリ条約では、メインとイギリス領北アメリカの境界が曖昧なままに残されていた。アメリカ合衆国が出来たとき、メインはマサチューセッツ州の一部とされており、最終的な境界の解決は1842年のウェブスター＝アッシュバートン条約の締結まで待たなければならなかった。これに先立つ1839年、フェアフィールド知事はブランズウィック州とメイン北部の境界紛争を原因としてイギリスに対する事実上の宣戦を布告した。アルーストック戦争と知られるこの紛争は、アメリカ合衆国の一つの州が外国に宣戦布告した唯一の事件だった。しかし、紛争は流血を避けて解決された。

## 州昇格
メインは1820年にミズーリ妥協の結果として州に昇格した。これは奴隷制を禁じる北部諸州がミズーリ州の成立を認めるようにするために図られたものであった。マサチューセッツ州の管轄下にあったメイン州は奴隷を認めない自由州であり、その州としての昇格は、ミズーリ州の南部寄りで奴隷制を容認する性格を考え、アメリカ合衆国議会での奴隷州と自由州の数のバランスを取ることであった。
州昇格時の州都はポートランドであったが、1827年にオーガスタに変わった。この頃の人口は約30万人で、現在は約130万人となっている。

## 工業化とフランス系カナダ人に対する差別
19世紀遅くに、カナダのケベック州やニューブランズウィック州から多くのフランス系カナダ人がメイン州や他のニューイングランド諸州に移住して、新たに造られた工場で働き始めた。メイン州は多くの急流が有り、動力に恵まれていた。これらの新しい流入者はしばしばアングロ・アメリカの文化への同化を強制された。例えば、子供達が学校でフランス語を喋った時は体罰を科された。これに対抗してニューイングランドのフランス系カナダ人社会はその文化を保存することを決めた。この原理は、ケベック州のフランス文化を保存する努力に似て、「ラ・シュルヴィヴァンス」と呼ばれるようになった。

## 20世紀および21世紀
20世紀、紡績機の発展に裏付けられた繊維産業は、原料産地に近い他の州で利益の上がるものとなっていった。経済の主流は元の製材や造船に戻った。バス鉄工所は第二次世界大戦の間、顕著な艦艇建造社となった。しかし近年、メイン州の伝統ある産業でも脅威を感じるようになった。森林保護の動きが製材量を減らした。造船業は国内の他の地域との競合が厳しく、世界における漁獲量制限はこれら重要分野のそれぞれにかなりの圧力を掛けてきた。これに反応してメイン州では経済活動の多角化を始め、地方の町や村に電話による勧誘販売のコールセンターを誘致した。税の優遇処置により、メイン州の南部にはアウトレットのショッピングセンターが生まれつつある。
19世紀から20世紀にかけて、メイン州では観光が主要な活動となり、車のナンバープレートには「バケーションランド」というスローガンが採用された。多くの人がメイン州を訪れ始め、広大な地域の比較的破壊されていない自然、スキーを楽しめる山および何百マイルもある海岸線を楽しんでいる。ニューヨーク市やボストン市の「コテージ・ピープル」が海岸の町の多くで夏を過ごしている。ケネバンクポートのブッシュ家の屋敷がこの傾向の顕著な例である。マウント・デザート島のアーカディア国立公園などメイン州の州立公園や国立公園が観光の中心となってきた。
近年、メイン州はフランス系カナダ人に対する不寛容の遺産を解消するために、表示を二カ国語表記としたり、学校や地域のお祭りでフランス系カナダ人の文化を奨励したりしている。

## インディアン部族
現在、メイン州でアメリカ連邦政府が公式に認定し、保留地を領有する部族は以下の4つである。部族の土地の返還運動が近年高まっている。
「ミクマク族・アローストック・バンド」
「マリシート族・ホールトン・バンド」
「ペノブスコット族」
「パサマクォディ族」